# فرناندو مونروي
فرناندو مونروي (بالإسبانية: Fernando Monroy)‏ (28 ديسمبر 1980 في كولومبيا - ) هو لاعب كرة قدم كولومبي في مركز الدفاع. لعب مع أمريكا دي كالي وديبورتيفو باستو ونادي ميلوناريوس وCortuluá ‏ وريونيغرو أغيلاس وAlianza Atlético ‏ وLlaneros F.C. ‏ وأتليتيكو بوكارامانغا.

## وصلات خارجية
- فرناندو مونروي على موقع قاعدة بيانات كرة القدم.إي يو (الإنجليزية)
- فرناندو مونروي على موقع Soccerway.com (الإنجليزية)